# Монбрён (Жер)
Монбрён (фр. Monbrun) — коммуна во Франции, находится в регионе Юг — Пиренеи. Департамент — Жер. Входит в состав кантона Колонь. Округ коммуны — Ош.
Код INSEE коммуны — 32262.

## География
Коммуна расположена приблизительно в 590 км к югу от Парижа, в 35 км западнее Тулузы, в 36 км к востоку от Оша.

## Климат
Климат умеренно-океанический. Лето жаркое и немного дождливое, температура часто превышает 35 °С. Зимой часто бывает отрицательная температура и ночные заморозки. Годовое количество осадков — 700—900 мм.

## Население
Население коммуны на 2010 год составляло 341 человек.
| 1962 | 1968 | 1975 | 1982 | 1990 | 1999 | 2010 |
| ---- | ---- | ---- | ---- | ---- | ---- | ---- |
| 243  | 238  | 180  | 198  | 176  | 214  | 341  |

## Администрация
| Период | Период | Фамилия      | Партия | Примечания |
| ------ | ------ | ------------ | ------ | ---------- |
| 2001   | 2014   | Тьерри Пюш   |        |            |
| 2014   | 2020   | Этьен де Пен |        |            |

## Экономика
В 2010 году среди 214 человек трудоспособного возраста (15-64 лет) 175 были экономически активными, 39 — неактивными (показатель активности — 81,8 %, в 1999 году было 67,7 %). Из 175 активных жителей работали 165 человек (92 мужчины и 73 женщины), безработных было 10 (4 мужчины и 6 женщин). Среди 39 неактивных 19 человек были учениками или студентами, 9 — пенсионерами, 11 были неактивными по другим причинам.

## Достопримечательности
- Замок Монбрён (XIX век). Исторический памятник с 1981 года

## Фотогалерея

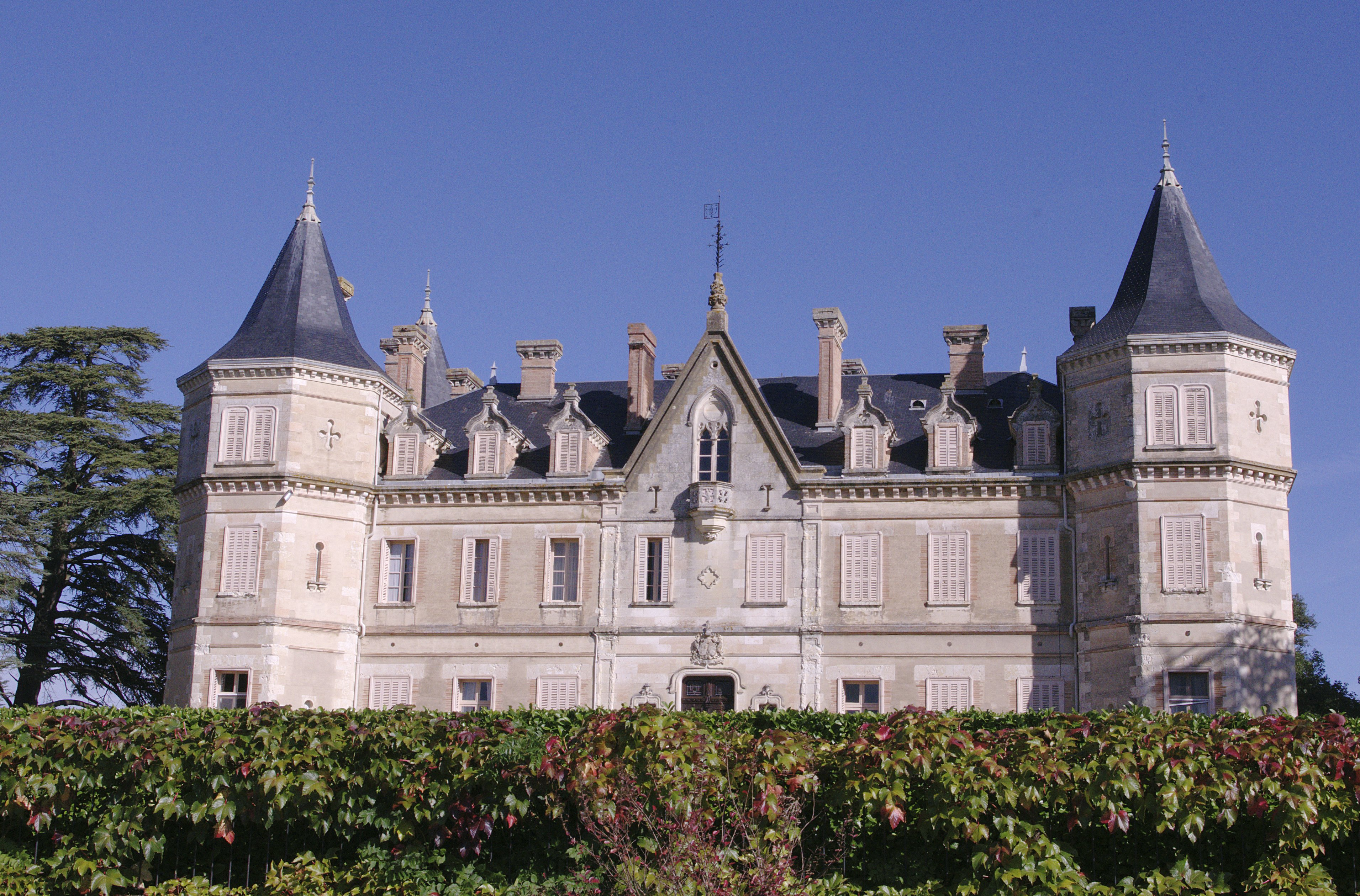
Замок Монбрён
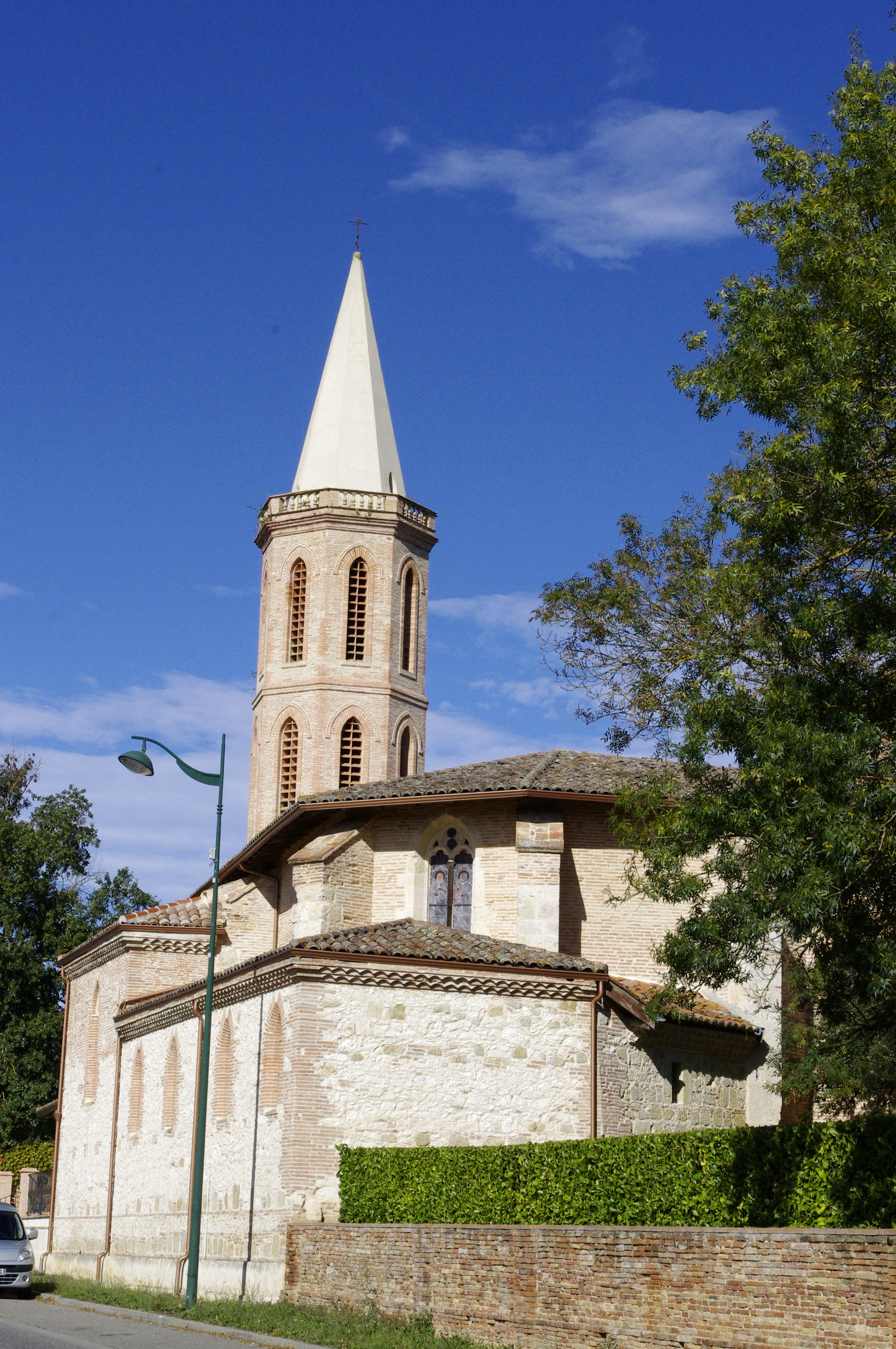
Церковь
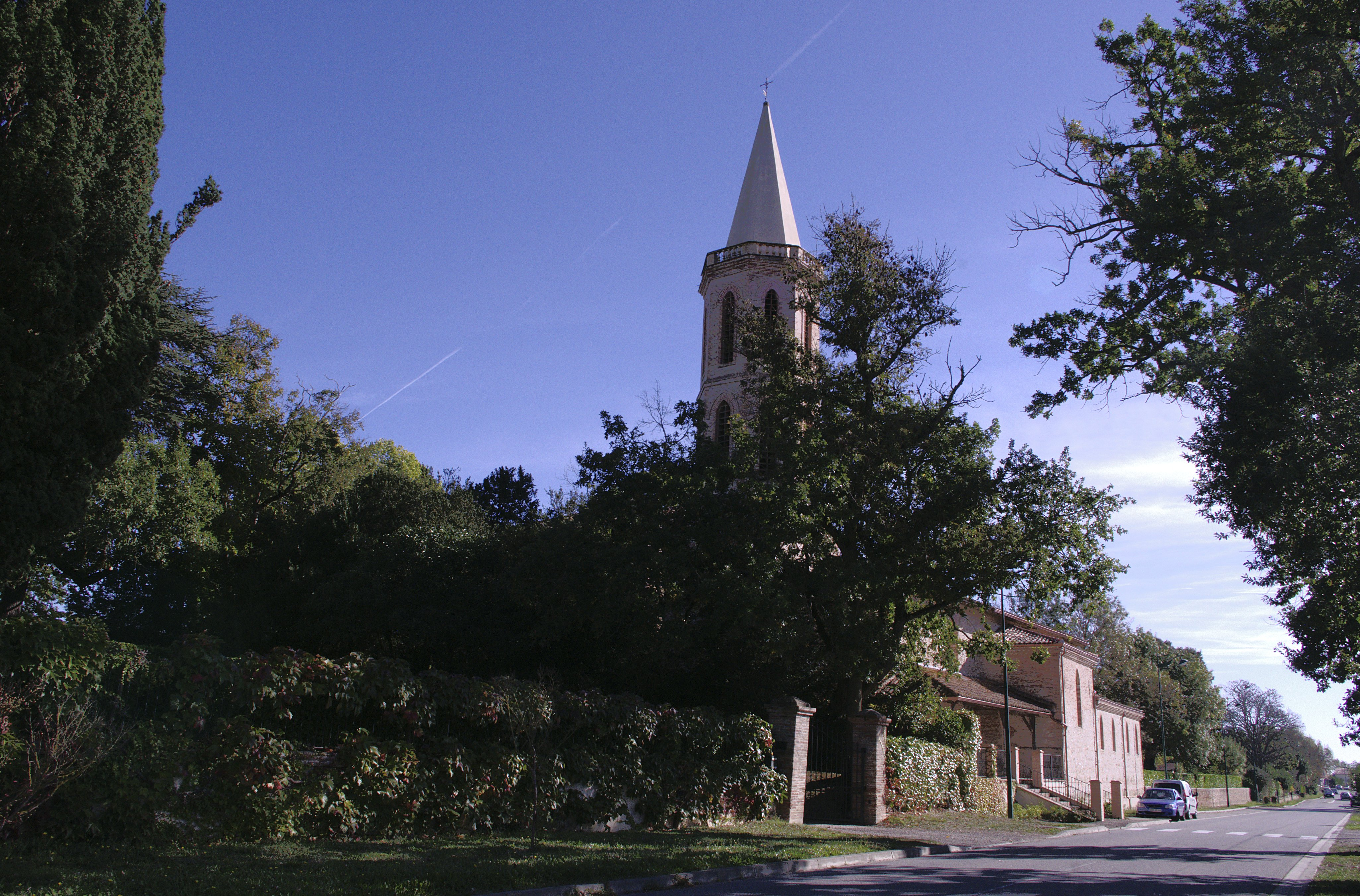
Церковь
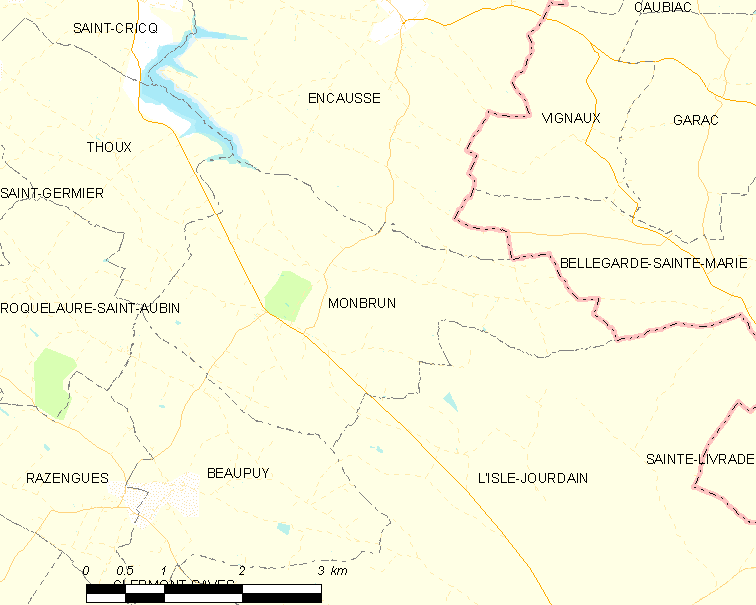
Карта коммуны